# Leichtathletik-Länderkampf der Männer 1976 BR Deutschland – Sowjetunion
| 5. Leichtathletik-Länderkampf mit bundesdeutscher Beteiligung 1976 | 5. Leichtathletik-Länderkampf mit bundesdeutscher Beteiligung 1976 |
| ------------------------------------------------------------------ | ------------------------------------------------------------------ |
|                                                                    |                                                                    |
| Ländervergleich der Männer: BR Deutschland – Sowjetunion           |                                                                    |
| Austragungsort                                                     | München                                                            |
| Wettbewerbe                                                        | 21                                                                 |
| Datum                                                              | 29./30. Mai                                                        |
| 1. URS 2. FRG                                                      | 231 Punkte 197 Punkte                                              |
| Chronik                                                            |                                                                    |
| ← FRG-SWE (F)                                                      | FRG-URS / FRG-BGR (F) →                                            |

Im fünften Vergleich des Länderkampfjahres 1976 gab es als ersten Länderkampf des Jahres mit dem allgemeinen leichtathletischen Programm das siebte Aufeinandertreffen mit der Sowjetunion als eine der stärksten Leichtathletiknationen Europas. Ausgetragen wurden die Wettkämpfe am 29./30. Mai in der bayerischen Landeshauptstadt München. Außer der ersten Begegnung 1958 in Augsburg hatte die UdSSR alle weiteren Vergleiche für sich entschieden. Gleichzeitig trafen sich am selben Ort auch die Frauen der beiden Nationen zu einem Länderkampf, zu dem sich Bulgarien als drittes Team dazu gesellte.

## Modus
Auf dem Programm stand neben den bei Länderkämpfen üblichen zwanzig Disziplinen zusätzlich noch das 10.000-Meter-Bahngehen. Aus dem olympischen Wettbewerbskatalog fehlten nur der Marathonlauf, die beiden Disziplinen im Straßengehen und der Zehnkampf. Am Start waren drei Teilnehmer je Land und Wettbewerb. In den Einzelwettbewerben wurden die Punkte nach folgendem Schema vergeben: 1. Platz: 7 P / 2. Pl.: 5 P / 3. Pl.: 4 P / 4. Pl.: 3 P / … Die Staffeln wurden wie üblich fünf zu zwei gewertet.

## Ergebnis
Im Laufbereich war das bundesdeutsche Team ein wenig stärker als seine Gegner aus der Sowjetunion. Hier gab es vier Disziplinsiege für die Bundesrepublik, drei für die UdSSR. Weitere drei Läufe endeten remis. In zwei Wettbewerben errangen die sowjetischen Sportler Dreifacherfolge, was den bundesdeutschen Athleten nicht gelang. Beide Staffeln gingen an Deutschland. Das Gehen sicherte sich die UdSSR. Zwei der vier Sprungwettbewerbe sicherte sich die Sowjetunion, einen gewann die Bundesrepublik und in einem weiteren gab es ein Unentschieden. Die vier Wurfdisziplinen entschieden die sowjetischen Vertreter ausnahmslos für sich. Am Ende stand mit 197 zu 231 Punkten wieder eine klare Niederlage für die Bundesrepublik Deutschland.

## Rekorde
In drei Wettbewerben wurden neue Rekorde aufgestellt.
- Landesrekorde:
  - 400-Meter-Hürdenlauf: 49,02 s – Jewgeni Gawrilenko
  - Stabhochsprung: 5,53 m – Jurij Prochorenko
- Bundesdeutscher Rekord:
  - 10.000-Meter-Lauf: 28:03,4 min – Detlef Uhlemann

## Legende
Kurze Übersicht zur Bedeutung der Symbolik – so üblicherweise auch in sonstigen Veröffentlichungen verwendet:
| DNF | nicht im Ziel (did not finish) |
| DSQ | disqualifiziert                |
| NR  | Nationaler Rekord              |
| BR  | Bundesdeutscher Rekord         |
| NMH | keine Höhe (No Mark)           |
| NMW | keine Weite (No Mark)          |

## Resultate

### 100 m
| Platz | Athlet               | Land | Zeit (s) |
| ----- | -------------------- | ---- | -------- |
| 1     | Klaus-Dieter Bieler  | FRG  | 10,52    |
| 2     | Alexander Aksinin    | URS  | 10,55    |
| 3     | Nikolai Kolesnikow   | URS  | 10,57    |
| 4     | Dieter Steinmann     | FRG  | 10,57    |
| 5     | Alexandr Korneljuk   | URS  | 10,59    |
| 6     | Karlheinz Weisenseel | FRG  | 10,75    |

Datum: 29. Mai
Wind: −1,1 m/s

### 200 m
| Platz | Athlet               | Land | Zeit (s) |
| ----- | -------------------- | ---- | -------- |
| 1     | Alexander Aksinin    | URS  | 21,08    |
| 2     | Wiktor Mjasnikow     | URS  | 21,19    |
| 3     | Dieter Steinmann     | FRG  | 21,28    |
| 4     | Manfred Ommer        | FRG  | 21,34    |
| 5     | Karlheinz Weisenseel | FRG  | 21,37    |
| 6     | Alexandr Korneljuk   | URS  | 21,54    |

Datum: 30. Mai
Wind: +3,0 m/s

### 400 m
| Platz | Athlet              | Land | Zeit (s)                |
| ----- | ------------------- | ---- | ----------------------- |
| 1     | Karl Honz           | FRG  | 45,77                   |
| 2     | Lothar Krieg        | FRG  | 46,23                   |
| 3     | Waleri Jurtschenko  | URS  | 47,12                   |
| 4     | Dmitri Stukalow     | URS  | 47,18                   |
| 5     | Aleksandr Karassjow | URS  | 47,27                   |
| DNF   | Bernd Herrmann      | FRG  | nach ca. 160 m verletzt |

Datum: 29. Mai

### 800 m
| Platz | Athlet              | Land | Zeit (min) |
| ----- | ------------------- | ---- | ---------- |
| 1     | Paul-Heinz Wellmann | FRG  | 1:46,7     |
| 2     | Wladimir Ponomarjew | URS  | 1:46,9     |
| 3     | Willi Wülbeck       | FRG  | 1:47,2     |
| 4     | Heinz Langenbach    | FRG  | 1:47,5     |
| 5     | Wiktor Solonezki    | URS  | 1:48,4     |
| 6     | Pawel Litowtschenko | URS  | 1:49,4     |

Datum: 30. Mai

### 1500 m
| Platz | Athlet             | Land | Zeit (min) |
| ----- | ------------------ | ---- | ---------- |
| 1     | Thomas Wessinghage | FRG  | 3:38,5     |
| 2     | Anatoli Mamontow   | URS  | 3:39,0     |
| 3     | Karl Fleschen      | FRG  | 3:42,6     |
| 4     | Harald Hudak       | FRG  | 3:42,8     |
| 5     | Michail Ulimow     | URS  | 3:44,5     |
| 6     | Wladimir Pantelej  | URS  | 3:45,6     |

Datum: 29. Mai

### 5000 m
| Platz | Athlet            | Land | Zeit (min) |
| ----- | ----------------- | ---- | ---------- |
| 1     | Frank Zimmermann  | FRG  | 13:48,4    |
| 2     | Wladimir Pantelej | URS  | 13:50,2    |
| 3     | Artasches Mikojan | URS  | 13:53,0    |
| 4     | Günter Kohl       | FRG  | 13:58,6    |
| 5     | Michail Ulimow    | URS  | 14:05,4    |
| 6     | Michael Lederer   | FRG  | 14:09,8    |

Datum: 30. Mai

### 10.000 m
| Platz | Athlet                  | Land | Zeit (min) |
| ----- | ----------------------- | ---- | ---------- |
| 1     | Detlef Uhlemann         | FRG  | 28:03,4 BR |
| 2     | Wladimir Merkuschin     | URS  | 28:14,6000 |
| 3     | Ingo Sensburg           | FRG  | 29:13,6000 |
| 4     | Wladimir Sotow          | URS  | 30:01,0000 |
| DNF   | Klaus-Peter Hildenbrand | FRG  |            |

Datum: 30. Mai
Die Sowjetunion trat nur mit zwei Läufern an.

### 110 m Hürden
| Platz | Athlet                  | Land | Zeit (s) |
| ----- | ----------------------- | ---- | -------- |
| 1     | Eduard Perewersew       | URS  | 13,69    |
| 2     | Wjatscheslaw Kulebjakin | URS  | 13,70    |
| 3     | Wiktor Mjasnikow        | URS  | 13,70    |
| 4     | Dieter Gebhard          | FRG  | 14,40    |
| 5     | Volker Warbende         | FRG  | 14,58    |
| 6     | Hans-Walter Schmitt     | FRG  | 14,64    |

Datum: 29. Mai

### 400 m Hürden
| Platz | Athlet              | Land | Zeit (s) |
| ----- | ------------------- | ---- | -------- |
| 1     | Jewgeni Gawrilenko  | URS  | 49,02 NR |
| 2     | Dmitri Stukalow     | URS  | 49,58000 |
| 3     | Aleksandr Karassjow | URS  | 50,00000 |
| 4     | Rolf Ziegler        | FRG  | 50,27000 |
| 5     | Harald Schmid       | FRG  | 50,86000 |
| 6     | Dieter Gebhard      | FRG  | 56,08000 |

Datum: 30. Mai

### 3000 m Hindernis
| Platz | Athlet               | Land | Zeit (min) |
| ----- | -------------------- | ---- | ---------- |
| 1     | Gerd Frähmcke        | FRG  | 8:24,4     |
| 2     | Wladimir Lissowski   | URS  | 8:27,0     |
| 3     | Artasches Mikojan    | URS  | 8:28,0     |
| 4     | Michael Karst        | FRG  | 8:29,8     |
| 5     | Alexander Welitschko | URS  | 8:35,8     |
| 6     | Willi Maier          | FRG  | 8:41,4     |

Datum: 29. Mai

### 4 × 100 m Staffel
| Platz | Besetzung      | Land                                                                     | Zeit (s) |
| ----- | -------------- | ------------------------------------------------------------------------ | -------- |
| 1     | BR Deutschland | Werner Bastians Klaus-Dieter Bieler Dieter Steinmann Reinhard Borchert   | 38,90    |
| 2     | Sowjetunion    | Alexandr Korneljuk Nikolai Kolesnikow Alexander Aksinin Wiktor Mjasnikow | 39,19    |

Datum: 29. Mai

### 4 × 400 m Staffel
| Platz | Besetzung      | Land                                                                      | Zeit (min) |
| ----- | -------------- | ------------------------------------------------------------------------- | ---------- |
| 1     | BR Deutschland | Franz-Peter Hofmeister Horst-Rüdiger Schlöske Lothar Krieg Karl Honz      | 3:03,7     |
| 2     | Sowjetunion    | Dmitri Stukalow Aleksandr Karassjow Jewgeni Gawrilenko Waleri Jurtschenko | 3:05,2     |

Datum: 30. Mai

### 3000 m Bahngehen
| Platz | Athlet            | Land | Zeit (min) |
| ----- | ----------------- | ---- | ---------- |
| 1     | Mykola Smaha      | URS  | 43:41,0    |
| 2     | Wladimir Resajew  | URS  | 43:41,0    |
| 3     | Gerhard Weidner   | FRG  | 44:14,0    |
| 4     | Heinrich Schubert | FRG  | 46:11,4    |
| 5     | Heinz Mayr        | FRG  | 46:57,8    |
| DSQ   | Wiktor Bochan     | URS  |            |

Datum: 29. Mai

### Hochsprung
| Platz | Athlet               | Land | Höhe (m) |
| ----- | -------------------- | ---- | -------- |
| 1     | Serhij Senjukow      | URS  | 2,22     |
| 2     | Wolfgang Killing     | FRG  | 2,21     |
| 3     | Walter Boller        | FRG  | 2,21     |
| 4     | Aleksandr Grigorjew  | URS  | 2,15     |
| 5     | Wiktor Kaschtschejew | URS  | 2,10     |
| 6     | Paul Frommeyer       | FRG  | 2,10     |

Datum: 29. Mai

### Stabhochsprung
| Platz | Athlet            | Land | Höhe (m)                          |
| ----- | ----------------- | ---- | --------------------------------- |
| 1     | Jurij Prochorenko | URS  | 5,53 NR                           |
| 2     | Juri Issakow      | URS  | 5,35000                           |
| 3     | Wladimir Kischkun | URS  | 5,35000                           |
| 4     | Wolfgang Mohr     | FRG  | 5,30000                           |
| NMH   | Hans Gedrat       | FRG  | an Anfangshöhe (4,80) gescheitert |

Datum: 30. Mai
Deutschland trat nur mit zwei Teilnehmern an.

### Weitsprung
| Platz | Athlet              | Land | Weite (m) |
| ----- | ------------------- | ---- | --------- |
| 1     | Hans-Jürgen Berger  | FRG  | 7,74      |
| 2     | Walerij Pidluschnyj | URS  | 7,73      |
| 3     | Tõnu Lepik          | URS  | 7,60      |
| 4     | Alexei Perewersew   | URS  | 7,60      |
| 5     | Joachim Busse       | FRG  | 7,59      |
| 6     | Hans Schicker       | FRG  | 7,36      |

Datum: 30. Mai

### Dreisprung
| Platz | Athlet           | Land | Weite (m) |
| ----- | ---------------- | ---- | --------- |
| 1     | Wiktor Sanejew   | URS  | 16,90     |
| 2     | Wolfgang Kolmsee | FRG  | 16,02     |
| 3     | Richard Kick     | FRG  | 15,71     |
| 4     | Martin Weppler   | FRG  | 15,36     |

Datum: 29. Mai
Die Sowjetunion trat nur mit einem Teilnehmer an.

### Kugelstoßen
| Platz | Athlet                 | Land | Weite (m) |
| ----- | ---------------------- | ---- | --------- |
| 1     | Alexander Baryschnikow | URS  | 21,28     |
| 2     | Ralf Reichenbach       | FRG  | 19,72     |
| 3     | Waleri Woikin          | SUN  | 19,58     |
| 4     | Gerhard Steines        | FRG  | 18,79     |
| 5     | Pjotr Michailow        | URS  | 17,33     |
| 6     | Alwin Wagner           | FRG  | 15,42     |

Datum: 29. Mai

### Diskuswurf
| Platz | Athlet             | Land | Weite (m) |
| ----- | ------------------ | ---- | --------- |
| 1     | Wiktor Pensikow    | URS  | 64,74     |
| 2     | Wiktor Schurba     | URS  | 63,78     |
| 3     | Hein-Direck Neu    | FRG  | 61,76     |
| 4     | Pjotr Michailow    | URS  | 59,98     |
| 5     | Klaus-Peter Hennig | FRG  | 58,44     |
| 6     | Alwin Wagner       | FRG  | 56,58     |

Datum: 29. Mai

### Hammerwurf
| Platz | Athlet              | Land | Weite (m) |
| ----- | ------------------- | ---- | --------- |
| 1     | Dschumber Pchakadse | URS  | 75,68     |
| 2     | Alexei Spiridonow   | URS  | 75,64     |
| 3     | Karl-Hans Riehm     | FRG  | 75,56     |
| 4     | Walter Schmidt      | FRG  | 74,78     |
| 5     | Walentin Dmitrenko  | URS  | 73,12     |
| 6     | Edwin Klein         | FRG  | 71,38     |

Datum: 30. Mai

### Speerwurf
| Platz | Athlet             | Land | Weite (m) |
| ----- | ------------------ | ---- | --------- |
| 1     | Nikolai Grebnjew   | URS  | 82,54     |
| 2     | Michael Wessing    | FRG  | 81,70     |
| 3     | Anatoli Scherebzow | URS  | 81,00     |
| 4     | Klaus Wolfermann   | FRG  | 78,90     |
| 5     | Helmut Schreiber   | FRG  | 74,58     |
| NMW   | Wassyl Jerschow    | URS  |           |

Datum: 30. Mai